# Empire Records
Empire Records är en amerikansk coming of age-film/dramakomedifilm från 1995 i regi av Allan Moyle, skriven av Carol Heikkinen, och med en ensemblebesättning bestående av bland annat Anthony LaPaglia, Maxwell Caulfield, Debi Mazar, Rory Cochrane, Johnny Whitworth, Robin Tunney, Renée Zellweger och Liv Tyler. Filmen följer en grupp unga anställda, som försöker rädda en oberoende skivbutik vid namn Empire Records från att bli uppköpt av den stora butikskedjan Music Town, samtidigt som de hanterar sina egna personliga kriser och relationer.
Filmen blandar humor, drama och ungdomlig upproriskhet, och den har blivit en nostalgifavorit bland många – särskilt tack vare sitt soundtrack med 90-talsmusik. Även om den inte var en succé på bio, har den fått en stark kultstatus i efterhand.
Skådespelaren Tobey Maguire skulle egentligen ha medverkat i filmen, i rollen som karaktären Andre. Men pågrund av personliga skäl och problem, så bestämde han sig för att lämna filmen, vilket även filmens regissör Allan Moyle gick med på. Alla hans scener klipptes därefter bort från den slutgiltiga versionen av filmen, innan den fick sin biopremiär i september 1995.

## Handling
Det är morgon i Empire Records, en liten, alternativ skivbutik, som ligger i en småstad i den amerikanska delstaten Delaware. Lucas, en av de anställda, får förtroendet att stänga butiken för kvällen och ta dagskassan till banken. Men när han råkar upptäcka papper som avslöjar att butiken snart kommer att säljas till den själlösa musikbutikskedjan Music Town, får han för sig att han kan rädda butiken. Han tar alla pengar – 9 000 dollar – och åker hela vägen till Atlantic City för att spela på roulette (även kallat craps). Trots att han lyckas fördubbla butikens pengasumma på sitt första kast, så misslyckas han göra samma sak på sitt andra kast, vilket gör att han förlorar hela pengasumman efter det andra kastet.
Nästa morgon försöker Lucas dölja vad han gjort, men butikschefen Joe anar snart att något är fel. Lucas erkänner tillslut, men har inga pengar kvar. Joe blir rasande, men vet att han inte kan göra mycket mer just då – det är nämligen en viktig dag för butiken: Den lätt avdankade popstjärnan Rex Manning ska komma på signering.
Samtidigt samlas resten av personalen för en arbetsdag som snabbt spårar ur. Corey, den till synes perfekta studenten, har bestämt sig för att förföra Rex Manning – hennes tonårsidol – men när hon väl står framför honom i personalrummet blir det ett pinsamt och förödmjukande möte. Hon stormar därifrån, äcklad, både av honom och sig själv.
Gina, Coreys bästa vän, är mer frispråkig, vild och cynisk. Hon ser vad som hänt och försöker trösta Corey, men det slutar i gräl. Gina får nog av Coreys dömande attityd och tar hämnd – hon går tillslut hem med Rex Manning själv, mitt under arbetsdagen. När Corey får veta det, blir det ett öppet bråk mellan de två vännerna. Det är rått, sårigt och väldigt mänskligt.
A.J., en känslig konstnärssjäl, planerar att berätta för Corey att han är kär i henne – men hans försök krossas av de kaotiska händelserna under dagen. Samtidigt försöker Joe hantera både det ekonomiska problemet och det känslomässiga kaoset bland personalen, samtidigt som Rex Manning behandlar alla i butiken som luft.
Debra, en annan anställd, dyker upp mitt i allt med nyrakat huvud efter ett självmordsförsök. Hon är avstängd, sarkastisk och undvikande, men under dagen visar hon sprickor i fasaden. Butikens övriga personal försöker få henne att känna sig sedd och viktig – i en av filmens mest känslomässiga scener arrangerar de en improviserad "begravning" där hon får ligga i en kista av kartonger och höra vad de andra egentligen tycker om henne. Det blir en vändpunkt.
Mark, den hyperaktive musiknörden, är mer fokuserad på snacks och musik än dramat omkring honom. Han försöker göra intryck på en lokal bandmanager som är inne i butiken – och får på kvällen chansen att uppträda med ett band under det spontana protestparty som personalen drar igång utanför butiken.
I takt med att dagen går börjar de alla, trots konflikter och svek, samla sig kring sitt gemensamma mål: Att rädda Empire Records. På kvällen riggar de ett liveband utanför, drar igång en fest, säljer prylar och samlar in pengar. Folk från staden dyker upp, och stämningen blir euforisk. Joe ser sin chans – och bestämmer sig för att ta risken att köpa ut butiken själv.
Dagen som började med kaos slutar med ett löfte om förändring. Musiken dunkar genom natten när de dansar på butikens tak. Konflikter är inte lösta, känslor är fortfarande komplicerade – men något har förändrats. Empire Records är räddat. För stunden, åtminstone.

## Rollista
| Anthony LaPaglia   | – Joe Reaves                          |
| Rory Cochrane      | – Lucas                               |
| Ethan Embry        | – Mark (krediterad som Ethan Randall) |
| Johnny Whitworth   | – A.J.                                |
| Robin Tunney       | – Debra                               |
| Renée Zellweger    | – Gina                                |
| Liv Tyler          | – Corey Mason                         |
| Coyote Shivers     | – Berko                               |
| Brendan Sexton     | – Warren                              |
| Maxwell Caulfield  | – Rex Manning                         |
| Debi Mazar         | – Jane                                |
| James 'Kimo' Wills | – Eddie                               |
| Ben Bode           | – Mitchell Beck                       |